# О’Локлин, Ашлинг
А́шлинг О’Ло́клин (англ. Aisling O'Loughlin; 1978, Шэннон, Клэр, Ирландия) — ирландская журналистка и телеведущая.

## Биография
Ашлинг О’Локлин родилась в 1978 году в семье Патрика О’Локлина и его жены. Ашлинг обучалась локально до того, как перейти в «Villers School». Также О’Локлин обучалась журналистике в «Dublin City University».

## Карьера
Ашлинг начала свою журналистскую карьеру в 1998 году, когда она всё ещё была студенткой в «DCU». О’Локлин наиболее известна по развлекательной программе «Xposé», ведущей которой она является с самого её первого выпуска 16 апреля 2007 года, но с ноября 2013 года находится в декретном отпуске и была заменена Мишель Доэрти.

## Личная жизнь
В 2010—2016 годы Ашлинг встречалась с фотографом Ником МакИннесом. У бывшей пары есть три сына: Патрик Николас МакИннес О’Локлин (род. 08.12.2011), Луи Александр МакИннес О’Локлин(род. 06.12.2013) и Джозеф Жак МакИннес О’Локлин (род. 10.05.2016).